# 陈哲尧墓
陈哲尧墓，位于中国浙江省宁波市鄞州区东吴镇三塘村上三塘自然村，民国墓葬，墓坐北朝南，设有墓台、墓架、墓穴，墓穴由乱石围砌，前有无字水泥碑，穴与墓架间留有通道，2010年9月公布为鄞州区文物保护单位:427。